# Supernova Shock Breakout
Ein Supernova Shock Breakout beschreibt das Durchstoßen der Strahlung, die der Schockwelle vorausläuft, durch die Photosphäre eines Sterns, dessen Kern in einer Kernkollaps-Supernova kollabiert ist. Dabei wird über einen sehr kurzen Zeitraum von einigen bis einigen hundert Sekunden ein intensiver Blitz im Bereich der Ultraviolett- und Röntgenstrahlung emittiert. Der Supernova Shock Breakout ist die erste elektromagnetische Strahlung, die ein Beobachter von einer Supernova wahrnehmen kann. Deshalb wird ein Supernova Shock Breakout auch als Radiative Precursor bezeichnet. Supernova Shock Breakouts sind bei den Supernovae SN 2008D und SNLS-04D2dc nachgewiesen worden.
Kernkollaps-Supernovae entstehen, wenn der Entartungsdruck im Kern eines entwickelten Sterns die Gravitationskräfte nicht mehr im Gleichgewicht halten kann. Im inversen Beta-Zerfall verschmelzen dann die Elektronen mit den Protonen, und der Kern des Sterns wandelt sich in einen Protoneutronenstern um. Die weiterhin einfallende Materie prallt an der Oberfläche des Protoneutronenstern ab und läuft als Stoßwelle nach außen. Die Schockwelle erreicht so hohe Dichten, dass sie die beim inversen Beta-Zerfall entstehenden Neutrinos absorbiert und dadurch beschleunigt wird. Die Sternmaterie wird beim Durchlaufen der Schockwelle erhitzt und auf einige Prozent der Lichtgeschwindigkeit beschleunigt. Strahlung aus der Schockwelle diffundiert noch etwas schneller durch den Stern als die Schockwelle selbst und erhitzt die Photosphäre kurzfristig auf Temperaturen von 105 Kelvin.
Beobachtungen von Supernova Shock Breakouts können genutzt werden, um den Vorgängerstern einer Kernkollaps-Supernova zu analysieren:
- die Dauer des Supernova Shock Breakouts hängt stark ab von der asphärischen Form des Sterns, welche durch schnelle Rotation oder Gezeitenkräfte in engen Doppelsternen verursacht werden kann.
- die Leuchtkraft von Supernova Shock Breakouts hängt ab von:[4]
  - der Dichtestruktur des Sterns
  - der beim Kernkollaps freigesetzten Energie
  - der chemischen Zusammensetzung
  - dem Radius.
- wird das Signal zeitverzögert und bei niedrigen Wellenlängen im Optischen emittiert, so hat der Vorläuferstern der Supernova Episoden mit starken Sternwinden durchlaufen wie bei Wolf-Rayet-Sternen oder Leuchtkräftigen Blauen Veränderlichen.[5]